# Atopocottus
Atopocottus is een monotypisch geslacht van straalvinnige vissen uit de familie van donderpadden (Cottidae).

## Soort
- Atopocottus tribranchius Bolin, 1936